# Segura de la Sierra (ort)
Segura de la Sierra är en ort i Spanien.   Den ligger i provinsen Provincia de Jaén och regionen Andalusien, i den centrala delen av landet, 250 km söder om huvudstaden Madrid. Segura de la Sierra ligger 1 071 meter över havet och antalet invånare är 1 773.
Terrängen runt Segura de la Sierra är lite bergig. Runt Segura de la Sierra är det glesbefolkat, med 8 invånare per kvadratkilometer. Närmaste större samhälle är La Puerta de Segura, 9,8 km nordväst om Segura de la Sierra. 